# Hospital Militar del Rey
El Hospital Militar del Rey fue una institución sanitaria y militar ubicada en la ciudad de Alicante (España). Su construcción se inició a finales del siglo XVII y ha desempeñado diversos roles a lo largo de su historia, incluyendo funciones hospitalarias, militares y administrativas.

## Historia

### Origen y construcción
La necesidad de mejorar la atención sanitaria en Alicante llevó al ayuntamiento a proyectar un nuevo hospital en 1685. En 1690 se adquirieron terrenos en el barrio de San Antón, y en 1693 comenzaron las obras bajo la dirección del arquitecto Pedro Juan Violat. Aunque las obras sufrieron interrupciones, se retomaron con fuerza en 1696. Durante la guerra de sucesión española, el edificio fue utilizado por el Estado para atender a soldados enfermos. En 1760 se elaboró una relación de obras necesarias para finalizar el hospital, y en 1772 se reanudaron los trabajos bajo la dirección de Juan Bautista Guedea, quien logró completar el edificio.

### Transformación en hospital militar
A lo largo del siglo XVIII, el edificio sirvió como pósito o granero municipal. Posteriormente, se convirtió en hospital militar, función que mantuvo hasta 1931. Durante la guerra de la Independencia española, el hospital fue un punto neurálgico en la reorganización del ejército en Alicante, atendiendo a numerosos heridos y requiriendo importantes aportaciones económicas de la población.

### Reformas y usos posteriores
En 1852, el edificio fue objeto de una importante reforma dirigida por Emilio Jover, y en 1874 se proyectó el agrandamiento de la capilla interior. En 1912 se planteó su demolición para construir un nuevo edificio, pero finalmente se optó por realizar una serie de reformas que le otorgaron su aspecto actual, con claras referencias al racionalismo constructivo de la segunda mitad del siglo XIX. Desde 1944, el edificio albergó la comandancia de la guardia civil de Alicante, considerada la más antigua de España. En 2019, se anunció el traslado de la comandancia a nuevas instalaciones, abriendo la posibilidad de recuperar el edificio para usos culturales.

## Arquitectura
El edificio ocupa una manzana cuadrangular en el extremo sur de la plaza de Santa Teresa y presenta una planta en forma de "U", lo que permite la existencia de un patio central que facilita la iluminación de las zonas interiores. Se distribuye en tres plantas y, a pesar de las diversas reformas, conserva las características compositivas de la reforma de 1912. Las fachadas muestran un estilo austero, con referencias al racionalismo constructivo dominante durante la segunda mitad del siglo XIX.

## Propuestas de rehabilitación
Diversos colectivos han propuesto la recuperación del antiguo Hospital del Rey como futuro museo de la ciudad de Alicante. La coalición Compromís ha reivindicado en varias ocasiones que la permuta del edificio se efectúe lo antes posible, ya que su recuperación permitiría unir y desarrollar el eje cultural que conforman el Teatro Principal, el ADDA, Cigarreras y el MARQ.